# Рейхмен Богдан Андрійович
Богдан Андрійович Рейхмен (рос. Богда́н Андре́евич Ре́йхмен, нар. 26 травня 2002, Євпаторія, Україна) — російський футболіст, півзахисник московського «Торпедо».

## Ігрова кар'єра
Богдан Рейхмен почав займатися футболом у своєму рідному місті Євпаторія. Пізніше він приєднався до харківської футбольної школи при клубі «Металіст». Де він у 2014 році виграв дитячий турнір у Києві і був визнаний там кращим гравцем турніру.
Після цього він перейшов до академії клубу «Краснодар», з 2018 року Рейхмен почав виступати за другу та третю команди «Краснодару». 5 грудня 2021 року Богдан Рейхмен дебютував у турнірі РПЛ, коли вийшов на заміну у матчі проти «Сочі».
Влітку 2022 року Рейхмен підписав трирічний контракт з московським «Торпедо». Другу половину сезону 2022/23 футболіст провів в оренді в клубі Першої ліги КАМАЗ. Після закінчення оренди футболіст повернувся до «Торпедо».